# Ucciani
Ucciani település Franciaországban, Corse-du-Sud megyében. Lakosainak száma 503 fő (2022. január 1.). Ucciani Azzana, Bastelica, Carbuccia, Peri, Tavera és Vero községekkel határos.

## Népesség
A település népessége az elmúlt években az alábbi módon változott:
| Lakosok száma | 393  | 285  | 310  | 435  | 477  | 483  | 501  | 501  | 501  | 503  |
|               | 1968 | 1982 | 1990 | 2006 | 2013 | 2015 | 2017 | 2019 | 2020 | 2022 |